# Simulium furcillatum
Simulium furcillatum es una especie de insecto del género Simulium, familia Simuliidae, orden Diptera.
Fue descrita científicamente por Wygodzinsky y Coscaron, 1982.